# Gar'ien
Gar'ien (Hebreeuws: גרעין‬, letterlijk: (cel)kern) is een Hebreeuwse term die wordt gebruikt voor groepen mensen die met elkaar naar Ottomaans Palestina, Brits Palestina en, vanaf 1948, Israël verhuisden.

## Achtergrond
Begin 20e eeuw verhuisden mensen, vooral vriendengroepen onder jongeren, in groepsverband naar Palestina/Israël. De term gar'ien verwees oorspronkelijk naar deze groepen die van over de hele wereld kwamen. In groepsverband immigreren bood de nodige ondersteuning om te overleven. Veel van deze groepen stichtten hun eigen kibboets. Deze groepen bestonden al voor de oprichting van Israël in 1948. 
Gar'ien-groepen bestaan nog steeds, hoewel in een modern jasje. Het is zeldzaam dat moderne gar'ien-groepen in Israël een gemeenschap of nederzetting oprichten. Hedendaags helpen gar'ien elkaar met netwerken, belangrijke informatie en motivatie. 
Het pre-militaire programma Garin Tzabar faciliteert en stimuleert de immigratie van jonge Joden naar Israël en ondersteunt hen tijdens hun militaire dienst door ze op kibboetsen in het hele land te plaatsen. 